# Listă de aeroporturi după codul ICAO: G
Mai jos este lista de aeroporturi al căror cod ICAO începe cu litera G.
Această listă este generată cu date din Wikidata și este actualizată periodic de un robot.
 Editările făcute în listă vor fi șterse la următoarea actualizare!
| Imagine | Cod ICAO  | Articol                                        |
| ------- | --------- | ---------------------------------------------- |
|         | GQPZ      | Aeroportul Tazadit                             |
|         | GMML GSAI | Aeroportul Hassan I                            |
|         | GFBO      | Aeroportul Bo                                  |
|         | GOGG      | Aeroportul Ziguinchor                          |
|         | GUOK      | Aeroportul Boké Baralande                      |
|         | GUMA      | Aeroportul Macenta                             |
|         | GCRR      | Aeroportul Lanzarote                           |
|         | GMAD      | Aeroportul Agadir–Al Massira                   |
|         | GMME      | Aeroportul Rabat-Salé                          |
|         | GMMA      | Aeroportul Smara                               |
|         | GVMT      | Aeroportul Mosteiros                           |
|         | GAKA      | Aeroportul Kéniéba                             |
|         | GOOK      | Aeroportul Kaolack                             |
|         | GCTS      | Aeroportul Tenerife South                      |
|         | GOOY      | Aeroportul Internațional Léopold Sédar Senghor |
|         | GOSS      | Aeroportul Saint-Louis                         |
|         | GVNP      | Aeroportul Internațional Praia                 |
|         | GMAG      | Aeroportul Guelmim                             |
|         | GUNZ      | Aeroportul Nzérékoré                           |
|         | GQNI      | Aeroportul Néma                                |
|         | GMMI      | Aeroportul Mogador                             |
|         | GMMS      | Aeroportul Safi                                |
|         | GLBU      | Aeroportul Buchanan                            |
|         | GMTT      | Aeroportul Tangier Ibn Battouta                |
|         | GANR      | Aeroportul Nioro                               |
|         | GODK GOGK | Aeroportul Kolda North                         |
|         | GCLP      | Aeroportul Gran Canaria                        |
|         | GVBA      | Aeroportul Internațional Aristides Pereira     |
|         | GGBU      | Aeroportul Bubaque                             |
|         | GASO      | Aeroportul Sikasso                             |
|         | GMMD      | Aeroportul Beni Mellal                         |
|         | GUXD      | Aeroportul Kankan                              |
|         | GFHA      | Aeroportul Hastings                            |
|         | GMFB      | Aeroportul Bouarfa                             |
|         | GMFF      | Aeroportul Fes-Saïss                           |
|         | GMFK      | Aeroportul Moulay Ali Cherif                   |
|         | GMTN      | Aeroportul Sania Ramel                         |
|         | GMAZ      | Aeroportul Zagora                              |
|         | GLCP      | Aeroportul Cape Palmas                         |
|         | GMMH      | Aeroportul Dakhla                              |
|         | GQNB      | Aeroportul Boutilimit                          |
|         | GQNF      | Aeroportul Kiffa                               |
|         | GQNJ      | Aeroportul Akjoujt                             |
|         | GQNK      | Aeroportul Kaédi                               |
|         | GQNL      | Aeroportul Letfotar                            |
|         | GFLL      | Aeroportul Internațional Lungi                 |
|         | GLST      | Aeroportul Sasstown                            |
|         | GLRB      | Aeroportul Internațional Roberts               |
|         | GUSB      | Aeroportul Sambailo                            |
|         | GATB      | Aeroportul Timbuktu                            |
|         | GCFV      | Aeroportul Fuerteventura                       |
|         | GCHI      | Aeroportul El Hierro                           |
|         | GMTA      | Aeroportul Cherif Al Idrissi                   |
|         | GLMR      | Aeroportul Spriggs Payne                       |
|         | GQNA      | Aeroportul Aioun el Atrouss                    |
|         | GGOV      | Aeroportul Internațional Osvaldo Vieira        |
|         | GMMW      | Aeroportul Internațional Nador                 |
|         | GMMZ      | Aeroportul Ouarzazate                          |
|         | GMFO      | Aeroportul Angads                              |
|         | GQND      | Aeroportul Tidjikja                            |
|         | GVSN      | Aeroportul Preguiça                            |
|         | GMMB      | Aeroportul Ben Slimane                         |
|         | GFGK      | Aeroportul Gbangbatoke                         |
|         | GOTB      | Aeroportul Bakel                               |
|         | GAYE      | Aeroportul Yélimané                            |
|         | GOTT      | Aeroportul Tambacounda                         |
|         | GLGE      | Aeroportul Greenville/Sinoe                    |
|         | GQNO      | Aeroportul Internațional Nouakchott–Oumtounsy  |
|         | GEML      | Aeroportul Melilla                             |
|         | GAKY GAKD | Aeroportul Kayes                               |
|         | GVSV      | Aeroportul Cesária Évora                       |
|         | GQPA      | Aeroportul Internațional Atar                  |
|         | GQPP      | Aeroportul Internațional Nouadhibou            |
|         | GOTK      | Aeroportul Kédougou                            |
|         | GUFH      | Aeroportul Faranah                             |
|         | GMMC      | Aeroportul Casablanca-Anfa                     |
|         | GLVA      | Aeroportul Voinjama                            |
|         | GMMX      | Aeroportul Marrakesh Menara                    |
|         | GLTN      | Aeroportul Tchien                              |
|         | GAGO      | Aeroportul Internațional Gao                   |
|         | GLNA      | Aeroportul Nimba                               |
|         | GABS      | Aeroportul Internațional Bamako-Sénou          |
|         | GUFA      | Aeroportul Fria                                |
|         | GCGM      | Aeroportul La Gomera                           |
|         | GVMA      | Aeroportul Maio                                |
|         | GUSI      | Aeroportul Siguiri                             |
|         | GULB      | Aeroportul Tata                                |
|         | GAGM      | Aeroportul Goundam                             |
|         | GVSF      | Aeroportul São Filipe                          |
|         | GAMB      | Aeroportul Mopti                               |
|         | GOGS      | Aeroportul Cap Skirring                        |
|         | GMAT      | Aeroportul Tan Tan                             |
|         | GQNE      | Aeroportul Abbaye                              |
|         | GMMN      | Aeroportul Internațional Mohammed V            |
|         | GQNT      | Aeroportul Tamchakett                          |
|         | GOBD      | Aeroportul Internațional Blaise Diagne         |
|         | GCLA      | Aeroportul La Palma                            |
|         | GVAC      | Aeroportul Internațional Amílcar Cabral        |
|         | GBYD      | Aeroportul Internațional Banjul                |
|         | GQNS      | Aeroportul Sélibaby                            |
|         | GQNC      | Aeroportul Tichitt                             |
|         | GQNH      | Aeroportul Timbedra                            |
|         | GAKO      | Aeroportul Koutiala                            |
|         | GCXO      | Aeroportul Tenerife North                      |
|         | GQPF      | Aeroportul Fderik                              |
|         | GOSR      | Aeroportul Richard Toll                        |
|         | GFYE      | Aeroportul Yengema                             |
|         | GFKB      | Aeroportul Kabala                              |
|         | GVAN      | Aeroportul Agostinho Neto                      |
|         | GANK      | Aeroportul Keibane                             |
|         | GFKE      | Aeroportul Kenema                              |
|         | GUKU      | Aeroportul Kissidougou                         |
|         | GUCY      | Aeroportul Internațional Conakry               |